# Fêtes d'intérêt touristique national espagnol
 (juin 2011).
Fiesta de Interés Turístico Nacional (littéralement : Fête nationale d'intérêt touristique) est le nom honorifique donné aux événements et aux fêtes qui se déroulent en Espagne dans un intérêt plutôt touristique. 

## En janvier
| Image | Nom | Jour | Concession |
| ----- | --- | --- | ---------- |
|       | La Vijanera (es) Silió (Cantabrie) Il s'agit d'une fête masquée d'hivers très similaire avec les fêtes de Carnaval dans le reste de l'Europe. Certains experts affirment qu'elle trouverait ses origines dans les peintures zoomorphes du paléolithique supérieur et qui aurait assimilé des traits celtes et romains.                 | Premier dimanche de janvier s'il ne coïncide pas avec le premier de l'an auquel cas la fête est décalée au 8 janvier | 2009       |
|       | Cabalgata de Reyes Magos de Alcoy (es) Alcoy (Province d'Alicante) | 5 | 2001       |
|       | Cabalgata de Reyes Magos de Sevilla Séville (Andalousie) Cette Cavalcade des Rois Mages (es) traditionnelle est considérées comme la plus ancienne d'Andalousie . Elle date de 1918 et avait été créée pour égayer les enfants pauvres avant de se convertir en évènement important plein de musique, de couleurs et de fantaisie.     | 5 |            |
|       | Els Traginers de Igualada (ca) Igualada (Province de Barcelone) Cette fête populaire des muletiers est la plus vieille de Catalogne et date de 1822, en commémoration à Saint Antoine Abad. L'élément principal de la célébration est le cheval comme animal de labour, la fête est un incessant défilé de charrettes et de carrosses. | 16-20 |            |
|       | Fiestas de San Antonio Abad Sa Pobla (Îles Baléares) | 17 |            |
|       | Tamborrada Saint-Sébastien (Espagne) (Guipuscoa) Avec ses origines au XIXe siècle, la fête est ouverte par un drapeau hissé qui laisse place à une journée de musique avec des tambours dans toute la ville jusqu'à ce que le drapeau soit à nouveau baissé.                                                                           | 20 | 1981       |

## En février
| Image | Nom                                                                               | Jour                                    | Concession |
| ----- | --------------------------------------------------------------------------------- | --------------------------------------- | ---------- |
|       | La Endiablada (es) Almonacid del Marquesado (Province de Cuenca)                  | 1-3                                     | 1964       |
|       | Fiesta de La Vaquilla (es) Colmenar Viejo (Communauté de Madrid)                  | 2                                       | 1986       |
|       | Fiesta de Santa Águeda (es) Zamarramala (es) (Ségovie)                            | 8                                       |            |
|       | Fiesta de los Arrieros (ca) Balsareny (Province de Barcelone)                     | 14-15                                   |            |
|       | Carnaval de La Bañeza La Bañeza (Province de León)                                | Carnaval                                | 2011       |
|       | Carnaval de Villanueva y Geltrú (es) Vilanova i la Geltrú (Province de Barcelone) | Carnaval                                |            |
|       | Carnaval de Sitges Sitges (Province de Barcelone)                                 | Carnaval                                |            |
|       | Carnaval de Águilas (es) Águilas (Murcie)                                         | Carnaval                                | 1997       |
|       | Carnaval de Ginzo de Limia (es) Ginzo de Limia (Province d'Orense)                | Carnaval                                |            |
|       | Carnaval de Solsona (es) Solsona (province de Lérida)                             | Carnaval                                |            |
|       | Carnaval de El Peropalo (es) Villanueva de la Vera (province de Cáceres)          | Carnaval                                |            |
|       | Carnaval del Toro (es) Ciudad Rodrigo (province de Salamanque)                    | Carnaval                                |            |
|       | Carnaval de Santoña (es) Santoña (Cantabrie)                                      | Carnaval                                |            |
|       | Carnaval de Villarrobledo (es) Villarrobledo (Province d'Albacete)                | 11 días después del miércoles de Ceniza | 2011       |
|       | Moros y Cristianos de Bocairente (es) Bocairente (Province de Valence)            |                                         | 2002       |

## En mars
| Image | Nom                                                                        | Jour  | Concession |
| ----- | -------------------------------------------------------------------------- | ----- | ---------- |
|       | Rally Internacional de Coches de Época (es) Sitges (Province de Barcelone) |       |            |
|       | Misterio de la Pasión (es) Cervera (Province de Lérida)                    |       |            |
|       | Drama Sacro de la Pasión (es) Ulldecona (province de Tarragone)            |       |            |
|       | Misterio de la Pasión Esparreguera (Province de Barcelone)                 |       |            |
|       | El volatín (es) Tudela (Navarra)                                           |       |            |
|       | La bajada del ángel (es) Tudela (Navarra)                                  |       |            |
|       | Fallas de Alcira (es) Alzira (Province de Valence)                         | 15-19 |            |
|       | La Pasión (es) Callosa de Segura (Province d'Alicante)                     |       |            |

## En avril
| Image | Nom | Jour                               | Concession |
| ----- | --- | ---------------------------------- | ---------- |
|       | Devallament de Pollensa Pollensa (Baléares) |                                    |            |
|       | Sant Jordi, Barcelone (Catalogne) | 23                                 |            |
|       | Fêtes de Saint Marc Beas de Segura (Province de Jaén, Andalousie) | 22 al 25                           |            |
|       | Semaine sainte Valverde de la Vera (Province de Cáceres) | Semaine Sainte                     |            |
|       | Fiestas de San Vicente Ferrer La Vall d'Uixó (Province de Castellón) | du 2e lundi au 3e dimanche d'avril |            |
|       | Feria de Mairena del Alcor Mairena del Alcor (Province de Séville) | Semaine suivant la Semaine Sainte  |            |
|       | Fête d'exaltation du vin de Ribeiro Ribadavia (Province d'Orense) |                                    |            |
|       | Fête des œufs peints (es) Pola de Siero (Asturies) | 14                                 |            |
|       | Fiesta de la Lamprea (es) Arbo (Province de Pontevedra) | avant-dernier week-end d'avril     |            |
|       | Fête de l'olivier (es) (Mora (Tolède) (Province de Tolède) | dernier week end d'avril           |            |
|       | Semaine sainte Finisterre (Province de La Corogne) | Semaine Sainte                     |            |
|       | La Folía San Vicente de la Barquera (Cantabrie) |                                    |            |
|       | Semaine sainte Badajoz (Province de Badajoz) | Semaine Sainte                     | 2011       |
|       | Semaine sainte Mérida (Province de Badajoz) | Semaine Sainte                     | 2010       |
|       | Semaine sainte Verges (Province de Gérone) | Semaine Sainte                     |            |
|       | Semaine sainte Moncada (Province de Valence) | Semaine Sainte                     |            |
|       | Moros y Cristianos de Bañeres (es) Bañeres (Province d'Alicante) | Del 22 al 25                       |            |
|       | Semaine sainte Meis (Province de Pontevedra) | Semaine Sainte                     |            |
|       | Semaine sainte Chinchón (Communauté de Madrid) | Semaine Sainte                     |            |
|       | Los Picaos de San Vicente de la Sonsierra (es) San Vicente de la Sonsierra (La Rioja)                                                                                                  | Jeudi et vendredi saints           | 2005       |
|       | Romería del Lunes de Quasimodo (es) Olvera (Province de Cadix) | Lundi de Pâques                    | 2006       |
|       | Romería de Nuestra Señora de la Cabeza (es) Andújar (Province de Jaén) | dernier dimanche d'avril           |            |
|       | Route du tambour et de la grosse caisse Albalate del Arzobispo, Alcañiz, Alcorisa, Andorra, Calanda, Híjar, La Puebla de Híjar, Samper de Calanda y Urrea de Gaén (Province de Teruel) | Semaine Sainte                     |            |
|       | Semaine sainte Alzira (Province de Valence) | Semaine Sainte                     |            |
|       | Semaine sainte Almería (Andalousie) | Semaine Sainte                     |            |
|       | Semaine sainte Arcos de la Frontera (Province de Cadix) | Semaine Sainte                     |            |
|       | Semaine sainte Ávila (Castille-et-León) | Semaine Sainte                     |            |
|       | Semaine sainte Baena (Province de Cordoue) | Semaine Sainte                     |            |
|       | Semaine sainte Baeza (Province de Jaén) | Semaine Sainte                     |            |
|       | Semaine sainte Cabra (Province de Cordoue) | Semaine Sainte                     |            |
|       | Semaine sainte Ciudad Real (Castille-La Manche) | Semaine Sainte                     |            |
|       | Semaine sainte Province de Cordoue (Andalousie) | Semaine Sainte                     |            |
|       | Semaine sainte Crevillent (Province d'Alicante) | Semaine Sainte                     |            |
|       | Semaine sainte Estepa (Province de Séville) | Semaine Sainte                     |            |
|       | Semaine sainte Ferrol (province de La Corogne) | Semaine Sainte                     | 1995       |
|       | Semaine sainte Gandia (Province de Valence) | Semaine Sainte                     |            |
|       | Semaine sainte Híjar (Teruel) | Semaine Sainte                     |            |
|       | Semaine sainte Huelva(Andalousie) | Semaine Sainte                     |            |
|       | Semaine sainte Huércal-Overa (Province d'Almería) | Semaine Sainte                     |            |
|       | Semaine sainte Province de Huesca (Aragon) | Semaine Sainte                     |            |
|       | Semaine sainte Province de Jaén (Andalousie) | Semaine Sainte                     |            |
|       | Semaine sainte Jerez de la Frontera (Province de Cadix) | Semaine Sainte                     |            |
|       | Semaine sainte Jumilla (Région de Murcie) | Semaine Sainte                     | 2003       |
|       | Semaine sainte Linares (Province de Jaén) | Semaine Sainte                     | 1998       |
|       | Semaine sainte Martos (Province de Jaén) | Semaine Sainte                     |            |
|       | Semaine sainte Medina del Campo (Province de Valladolid) | Semaine Sainte                     |            |
|       | Semaine sainte Mérida (Province de Badajoz) | Semaine Sainte                     | 2010       |
|       | Semaine sainte Mula (Région de Murcie) | Semaine Sainte                     |            |
|       | Semaine sainte Ocaña (Province de Tolède) | Semaine Sainte                     |            |
|       | Semaine sainte Olvera (province de Cadix) | Semaine Sainte                     | 2006       |
|       | Semaine sainte Palencia (Castille-et-León) | Semaine Sainte                     | 2005       |
|       | Semaine sainte Puente Genil (Province de Cordoue) | Semaine Sainte                     |            |
|       | Semaine sainte Riogordo (Malaga) | Semaine Sainte                     |            |
|       | Semaine sainte Sagonte (Province de Valence) | Semaine Sainte                     |            |
|       | Semaine sainte Teruel (Aragon) | Semaine Sainte                     |            |
|       | Semaine sainte Tobarra (Province d'Albacete) | Semaine Sainte                     | 1988       |
|       | Semaine sainte Toledo (Castille-La Manche) | Semaine Sainte                     |            |
|       | Semaine sainte Úbeda (Province de Jaén) | Semaine Sainte                     |            |
|       | Semaine sainte Utrera (Province de Séville) | Semaine Sainte                     |            |
|       | Semaine sainte Province de Valence (Communauté valencienne) | Semaine Sainte                     |            |
|       | Semaine sainte Viveiro (Province de Lugo) | Semaine Sainte                     |            |
|       | Semaine sainte Saragosse (Aragon) | Semaine Sainte                     |            |
|       | Las Mondas de Talavera de la Reina (es) Talavera de la Reina (Province de Tolède) |                                    |            |

## En mai
Du 1 au 6 : fêtes Maires de mansa (Moros y Cristianos).
Premier dimanche de Pentecôtes, La Caballada de Atienza (Guadalajara).
Premier dimanche de mai, fêtes Aracelitanas. Lucena (Province de Cordoue). http://www.virgendearaceli.com
Premier dimanche de mai, Pèlerinage de Saint Benoît Abad au pic de Andévalo http://www.Saintbenitoelcerro.com
Premier fin de semaine de mai: journée de la Almadía. Burgui (Navarra). http://www.almadiasdenavarra.com
Première semaine de mai : fête des Croix, Cordoue.
Fête du Premier vendredi de mai. Jaca (Huesca).
1-2. Pèlerinage de Notre Dame de la Estrella. Navas de San Juan (Province de Jaén).
Fêtes de la Sainte Croix. Santa Cruz de Tenerife.
Fêtes de la Santissime Vrai Croix. Caravaca de la Cruz (Murcia).
Fête de la Sainte Croix. Feria (Badajoz).
3 au 14. Festival des jardins cordouans. Cordoue
10-15. fêtes patronales du Saint dimanche. Santo Domingo de la Calzada (La Rioja).
14-18. fêtes Patronales de Madrid (fêtes de Saint Isidore)., Madrid.
fêtes des Maures et Chrétiens en Honneur à Saint Boniface Martyr, 2e ou 3e semaine de mai. Petrel (Province d'Alicante). http://www.petrerenfestes.com
17. fête de la Laine. Ripoll (Gérone).
L'aplec de l'escargot. (Lleida)
31. Pèlerinage de Saint Isidore Labrador. Realejo alto (province de Santa Cruz de Tenerife).
31 de mai-1er juin. fête du Maire de la Ville. Sant Feliu de Pallerols (Province de Gérone).
Dernière semaine de mai : Feria de Cordoue.
Date variable. Feria de mai de Dos Hermanas - Province de Séville

## En juin

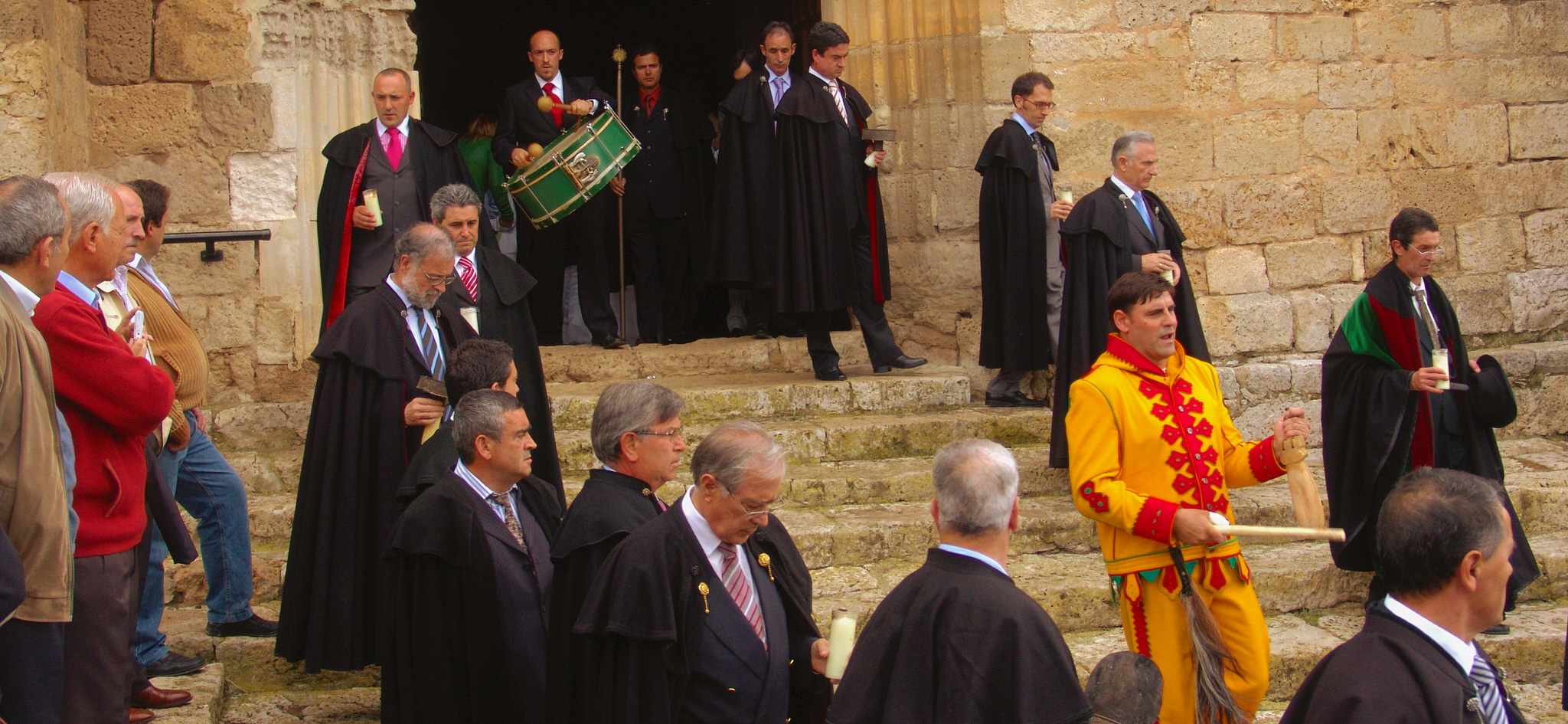
Castrillo de Murcia, confrérie de Minerva, festivité de El Colacho

Fêtes de la Saint Jean du Monte. Miranda de Ebro (province de Burgos).
4-8. Moros et Cristianos, Elda (province d'Alicante).
7. Aplec de Sardane, Calella (Province de Barcelone).
Pecados et Danzantes de Camuñas (Corpus Christi), Camuñas (Toledo).
Corpus Christi, Puenteareas (Pontevedra).
Corpus Christi, Mazo (Santa Cruz de Tenerife).
La Patum, Corpus Christi et dimanche suivant. Berga (province de Barcelone).
Corpus Christi: El Colacho, Castrillo de Murcia (Burgos).
Corpus Christi. Sitges (Province de Barcelone).
Corpus Christi. Toledo.
Corpus Christi. Zahara de la Sierra (province de Cadix).
Huitième du Corpus et pèlerinage de Saint Isidore. La Orotava (Santa Cruz de Tenerife).
Huitième du Corpus. Peñalsordo (province de Badajoz).
23. Hogueras de Saint Jean. La Corogne.
21. Danses de la Huitième du Corpus. Valverde de los Arroyos (Province de Guadalajara).
23-29. Fêtes de la Saint Jean. Coria (Province de Cáceres).
24-29. Fêtes de la Saint Jean, Saint Félix et Saint Pierre. Bataille du vin (Haro). Haro (La Rioja).
28-29 Fêtes de la Saint Pierre. Tudua (Communauté forale de Navarre)
28. Fêtes de la Saint Jean Baptiste. Baños de Cerrato (Province de Palencia).
29. Fêtes de la Saint Pierre. Fête de L'Amuravela. Cudillero (Asturies).
30. Alarde de Saint Marcial. Irun (Guipuscoa).
Festival du Théâtre Medieval. Hita (province de Guadalajara).
dernier week-end: pèlerinage Saint Paul, Camarena de la Sierra (province de Teruel).

## En juillet
2e. Dimanche. Fêtes de Saint Antonio. Fête gastronomique "da Solla, Catoira (province de Pontevedra)
1er. Vendredi. Fêtes du Coso Blanco. Castro-Urdiales (Cantabrie).
4-6. À Rapa das Bestas. La Estrada (province de Pontevedra).
4-12. les bœufs dans la mer. Dénia (province d'Alicante).
Fêtes du agneau. Lena (Asturies).
À Rapa das Bestas. Viveiro (Province de Lugo).
5-11. Rallye Touristique Sportif International du Río Noguera-Pallaresa. Sort (Lérida).
10-12. Festival du Cidre Naturel. Nava (Asturies).
11. Fêtes de Saint Benitiño de Lérez. Pontevedra.
12. Aplec de Sardane. Olot (Province de Gérone).
12. Romería de Saint Benito Abad. Saint Cristóbal de La Laguna (Sainte Cruz de Tenerife).
16. Fêtes de la Vierge du Carmen. Saint Pedro du Pinatar (Murcia).
19-22. Fêtes commémoratives de la Bataille de Bailén. Bailén (Province de Jaén).
2e quinzaine. Fête de la Renaissance. Tortosa (Catalogne).

Tortosa, drapeau de l'ancien vegueria.

22-23. Danse des Zancos. Anguiano (La Rioja).
24. Fêtes Traditionnelles de Sainte Christine. Lloret de Mar (Gérone).
24-30. Fêtes Patronales de Sainte Anne. Tudela (Navarre).
25. Fêtes du Berger. Cangas de Onís (Asturies).
26. Fête des Vaqueiros d'Alzada. Luarca (Asturies).

## En août
Viernes anterior al primer domingo de agosto. Fiestas de (Estella). (Communauté forale de Navarre).
Juegos Moriscos de Aben Humeya (es) en Purchena (province d'Almería). Primer fin de semana de Agosto.
Begoña. Gijón (Asturies).
Fiestas de la Santa Cruz. Ribadeo (Province de Lugo).
Fiestas Colombinas Huelva
2, 3, 4 y 5. Fiesta del albariño (es). Cambados (province de Pontevedra)
4-5. Fiestas en Honor de nuestra Señora de las Nieves. Agaete (Las Palmas de Gran Canaria).
4-9. Fiestas Patronales de la Virgen Blanca. Vitoria (province d'Alava).
6-15. Fiestas de Moros y Cristianos en honor a San Hipólito Mártir. Cocentaina (Province d'Alicante).
7-16. Fiesta de la Tradición y Romería de San Roque. Garachico (Santa Cruz de Ténérife) (Santa Cruz de Tenerife).
9-15. Fiestas de San Lorenzo de Huesca.
Día de Cantabria. Cabezón de la Sal (Cantabrie).
Fiesta del Pulpo. Carballino (Orense).
1er Domingo La Traída - 3er Domingo La Llevada Fiesta de Nuestra Señora de la Antigua de Manjavacas. Mota del Cuervo (Cuenca).
Fiestas Patronales de San Lorenzo. Foz (Province de Lugo).
9-15. Fiestas de San Lorenzo, en Huesca.
14-15. Fiestas Patronales de Horcajo de la Sierra. (Communauté de Madrid).
13-15. Fiestas Culturales. Camarena de la Sierra (Teruel).
14-16. Fiestas Patronales de San Roque. Betanzos (La Coruña).
14-17. Fiestas de Nuestra Señora de la Asunción. La Alberca (Salamanque).
14-24. Fiestas de la Vendimia. Jumilla (Murcie).
14. Descenso Internacional del Carrión (es). Velilla del Río Carrión (Palencia).
15. Descenso Internacional del Pisuerga. Alar del Rey (Palencia).
15. Nuestra Señora del Rosario. Luarca (Asturies).
15-17. Fiesta Mayor. Amer (Gerona).
15-18. Fiestas Patronales de San Roque. Sada (La Coruña).
16. Fiestas de San Roque. Llanes (Asturies).
20-22. Exaltación del Río Guadalquivir. Sanlúcar de Barrameda (Cadix).
20-23. Fiestas de Moros y Cristianos. Onteniente (Valencia).
Descenso a Nado de la Ría del Navia (es), Navia (Asturies).
20-26. Fiestas Patronales de San Bartolomé. Tarazona de la Mancha (Albacete).
21-25 Fiestas en honor a San Bartolomé en Lechago (es) (Teruel)
22-24. Fiesta Mayor de Sitges (Province de Barcelone)
23. Gala Floral. Torrelavega (Cantabrie).
23. El Naseiro (es) o Romaxe do Bo Xantar. Viveiro (Lugo).
25. Fiestas de San Ginés. Arrecife (Las Palmas de Gran Canaria).
27. Cipotegato. Tarazona (Zaragoza). Fiestas en honor a San Agustín y San Atilano, del 27 de agosto al 1 de septiembre.
28. Fiestas en Honor al Cristo de los Remedios. San Sebastián de los Reyes (Communauté de Madrid).
28. Batalla de Flores (es). Laredo (Cantabrie).
29. Romería de San Agustín. Arafo (Santa Cruz de Tenerife).
29. Fiesta de Historia. Ribadavia (Orense).
30. Fiestas de la Regalina. Cadavedo (es) (Asturies).
Último fin de semana de Agosto. Encierros de Cuéllar (es). Cuéllar (Ségovie).
Última semana completa de Agosto. Danzas. Guadasuar (Valence).
Vendimia Montilla-Moriles. Montilla (province de Cordoue).
Fiesta de la Vendimia. Requena (Valencia)

## En septembre

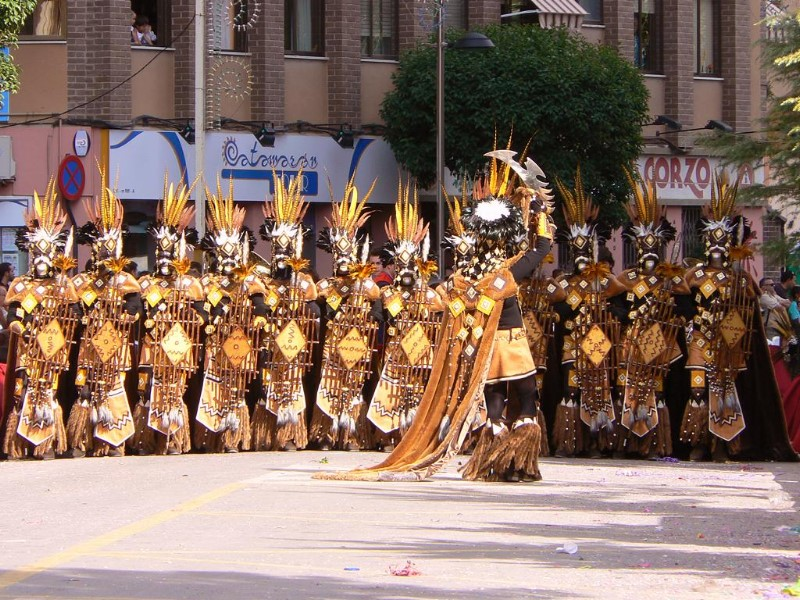
Escuadra especial de Zulúes de la comparsa de Moros Nuevos en la Entrada de 2007 de los.

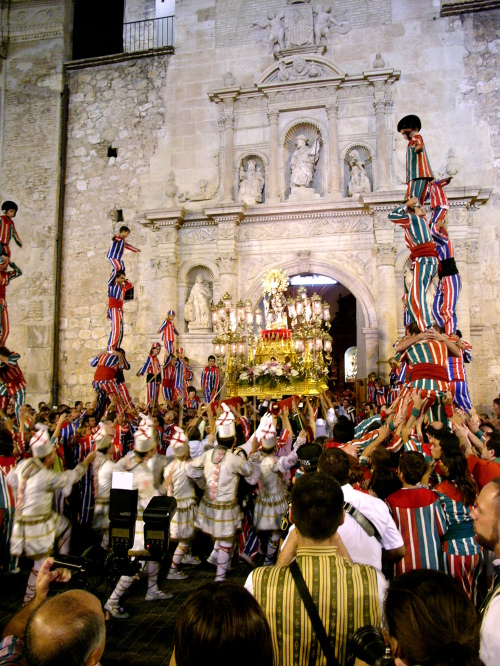
Bailes de la procesión de Nuestra Señora de la Salud de Algemesí.

1-8. Fiestas del Vino. Valdepeñas ( Ciudad Real).
3-6. Fiestas del Motín. Aranjuez (Communauté de Madrid).
4-9. Fiestas de Moros y Cristianos en honor de Nuestra Señora de las Virtudes (es). Villena
(Province d'Alicante).
5-6. Fiestas del Santo Niño. Majaelrayo (Guadalajara).
6 y 9. Cascamorras Baza y Guadix (Grenade)
6. Fiesta de la Beata. Santa Margarita (Baléares).
6-10. Fiestas de Moros y Cristianos en honor de la Virgen de Gracia (es). Caudete (Albacete).
7-8. Fiestas de Nuestra Señora de la Salud de Algemesí. (province de Valence).
7-8. Fiestas de Moros y Cristianos. Ollería (province de Valence).
En torno al día 8. Feria y Fiestas de Nuestra Señora de Consolación. Utrera (province de Séville).
8. Romería de Nuestra Señora de Los Ángeles. Alájar (Huelva).
8. Fiesta de la Virgen de La Guía. Llanes (Asturies).
8. Fiesta de la Virgen Nuestra Señora de las Nieves. La Zarza (Badajoz)
8. Fiestas de Nuestra Señora del Pino. Villa de Teror (es) (Las Palmas de Gran Canaria).
8-9. Fiestas Patronales en Honor de la Virgen de Ermitana. Peñíscola (Castellón).
9-12. Festival Internacional de Folclore en el Meditarráneo.
11-14. Romería de Nuestra Señora de la Barca. Mugía (La Coruña).
12-15. Fiesta Mayor y Corre del Bou. Cardona (Province de Barcelone).
12-15. Fiestas Patronales de Graus en Honor del Santo Cristo y San Vicente Ferrer. Graus (Huesca).
13. Romería de Nuestra Señora de Chilla. Candeleda (Ávila).
13. Romería de la Virgen de Gracia. San Lorenzo de El Escorial (Communauté de Madrid).
14. Festejos Taurinos en el Mar. Candás (es) (Asturies).
15. Toro de la Vega. Tordesillas (province de Valladolid).
15-24. Fiestas de Santa Tecla (es). Tarragone
17-23. Fêtes des Carthaginois et des Romains. Carthagène (Murcie).
17-21. Real Feria y Fiesta de la Vendimia. La Palma del Condado (Huelva).
19. Día de América en Asturias (es). Oviedo (Asturies).
20. Romería del Santísimo Cristo del Caloco. El Espinar (Ségovie).
18-20. San Mateo. Camarena de la Sierra (Teruel).
20-26. Fiestas de la Vendimia Riojana (es). Logroño (La Rioja).
24. Fiestas de Nuestra Señora de La Merced. Barcelone.
27. Romería en Honor de los Santos Mártires Cosme y Damián. Mieres (Asturies).
27. Día de Campóo. Reinosa (Cantabrie).

## En octobre
Fiestas patronales Sagrada Familia y Santísimo Cristo (es). La Vall d'Uixó (Castellón).
Primer fin de semana de octubre, Fiestas de Nuestra Señora de los Prado. Garganta de los Montes (Communauté de Madrid).
4-12. Fiestas de San Froilán, Lugo.
6-13. Fiesta de la Exaltación del Marisco. El Grove (Pontevedra).
En torno al día 12. Fiestas del Pilar. Saragosse
10-13. Moros y Cristianos en Honor de la Virgen de las Injurias. Callosa de Ensarriá (province d'Alicante).
17-19. As San Lucas. Mondoñedo (Lugo).
Tercer Domingo de Octubre. Romería de Nuestra Señora de Valme (es). Dos Hermanas (Province de Séville).

## En novembre
Fiesta de los Humanitarios de San Martín. Moreda de Aller (Asturies).
Feria de todos los santos. Cocentaina.

## En décembre
| Image | Nom                                                                         | Jour | Concession |
| ----- | --------------------------------------------------------------------------- | ---- | ---------- |
|       | Fiestas de la Virgen (es) Yecla (Région de Murcie)                          | 5-8  | 2002       |
|       | Fiesta de Santa Lucía (es) Santa Lucía de Tirajana (Province de Las Palmas) | 13   |            |
|       | Misa del Gallo (es) Labastida (Province d'Alava)                            | 24   |            |